# Yezoceryx wuyiensis
Yezoceryx wuyiensis är en stekelart som beskrevs av Chao 1981. Yezoceryx wuyiensis ingår i släktet Yezoceryx och familjen brokparasitsteklar. Inga underarter finns listade i Catalogue of Life.